# نواب حميد بهادر
نواب حميد يار جونك بهادر كان يشغل منصب (تالوكدار Talukdar أو Taluqdar) مدينة نظام أباد، أي مسؤول تحصيل الضريبة فيها، ما يعادل درجة قائم مقام، وهو واحد من عدة رحالة أجانب زاروا بغداد في العهد العثماني، فقد صحب والده العقيد أفسر المُلك بهادر في رحلة من الهند إلى بغداد، وذلك عام 1907م، هدفها شراء الخيول العربية الأصيلة. وقد دوَّن يوميات رحلته بالإنجليزية تحت عنوان: (A trip to Baghdad) ونشرها عام 1908م، في بومباي في الهند، وترجمت إلى العربية ونشرت تحت عنوان: رحلة إلى بغداد.